# パウルス
パウルス (Paulus) は、古代ローマ人の家族名。
「小さな」といった意味を持つラテン語の形容詞"paulus"に由来する。あだ名から家族名となったと考えられる。ギリシャ語では「パルロス」で、キリスト教の初期の伝道者パウロの名前であった。このためローマ教皇をはじめキリスト教圏で多くみられる名前となった。ドイツ語ではパウルス (Pauls) と転じて姓に使われている。他言語での個人名に「パウルス」の転写をあてることがある。

## パウルスの家族名を持つ著名なローマ人
- ルキウス・アエミリウス・パウルス
- ルキウス・アエミリウス・パウルス・マケドニクス
- ユリウス・パウルス

## ローマ教皇
- パウルス1世 (ローマ教皇)
- パウルス2世 (ローマ教皇)
- パウルス3世 (ローマ教皇)
- パウルス4世 (ローマ教皇)
- パウルス5世 (ローマ教皇)
- パウロ6世 (ローマ教皇)（パウルス6世）

## ドイツ語の姓パウルス (Pauls) を持つ人物
- フリードリヒ・パウルス
- ライモンズ・パウルス

## その他
- パウルス・ウラディミリ（パヴェウ・ヴウォトコヴィツ） - ポーランドの教会法学者（15世紀）綴りは、pawel。